# 金斯顿 (亚拉巴马州)
金斯顿（Kinston）是美国亚拉巴马州科菲县的一个镇。
根据2000年美国人口普查，共有602人，其中白人占93.52%、土著美国人占1.16%。